# باري ويلكينسون (كاتب)
باري ويلكينسون (بالإنجليزية: Barry Wilkinson)‏ هو مستشار أعمال ‏ وكاتب بريطاني، ولد في 22 سبتمبر 1953 في روتشديل في المملكة المتحدة.